# Бибик, Надежда Михайловна
Надежда Михайловна Бибик (род. 1948) — советская и украинская учёная, доктор педагогических наук (1999), профессор (2001); действительный член Национальной академии педагогических наук Украины (НАПНУ, 2003).
Автор многих научных работ.

## Биография
Родилась 25 сентября 1948 года в селе Новосёлки Гороховского района Волынской области, куда была переселена её семья из Холмщины в результате операции «Висла».
В 1965 году окончила среднюю школу и некоторое время работала. В 1972 году окончила филологический факультет Киевского государственного педагогического института (в настоящее время Национальный педагогический университет имени М. П. Драгоманова). Сразу по окончании вузаработала учительницей украинского языка и литературы средней школы № 190 города Киев. Через четыре года, в 1976 году, перешла на работу в Научно-исследовательский институт педагогики Украинской ССР в лабораторию обучения и воспитания детей шестилетнего возраста, где вскоре возглавила творческую группу по разработке содержания научно-методического обеспечения нового учебного предмета в начальных классах — «Ознакомление с окружающим миром».
В 1985 году Надежда Бибик защитила кандидатскую диссертацию на тему «Формирование познавательного интереса учащихся подготовительных классов в процессе ознакомления с окружающим». После распада СССР, с 1993 по 1999 год возглавляла лабораторию начального обучения Института педагогики НАПН Украины. В 1999 году защитила докторскую диссертацию на тему «Формирование познавательных интересов младших школьников» и была назначена проректором по научной работе Центрального института последипломного педагогического образования. В этом же она была избрана членом-корреспондентом Национальной академии педагогических наук Украины, став академиком в 2003 году.
В 2001 году она заняла пост заместителем директора по научной работе Института педагогики НАПНУ. Долгое время возглавляла отделение дидактики, методики и информационных технологий в образовании НАПНУ.
Надежда Михайловна является соавтором концепции 12-летней школы и Государственного стандарта общего начального образования; член двух специализированных советов по защите докторских и кандидатских диссертаций, член редколлегий журналов: «Начальная школа», «История в школах Украины», возглавляет редакционную коллегию журнала «Шаги к демократическому образованию».
Была награждена орденом Княгини III степени, лауреат Государственной премии Украины в области образования (2011) за цикл работ «Нова початкова школа».